# Клайд (Техас)
Клайд (англ. Clyde) — місто (англ. city) в США, в окрузі Каллеген штату Техас. Населення — 3811 особа (2020).

## Географія
Клайд розташований за координатами 32°24′20″ пн. ш. 99°30′14″ зх. д. / 32.40556° пн. ш. 99.50389° зх. д. (32.405586, -99.503918).  За даними Бюро перепису населення США в 2010 році місто мало площу 8,50 км², уся площа — суходіл.

## Демографія
Згідно з переписом 2010 року, у місті мешкало 3713 осіб у 1436 домогосподарствах у складі 1045 родин. Густота населення становила 437 осіб/км².  Було 1631 помешкання (192/км²).
Расовий склад населення:
| - 95,6 % — білих - 0,6 % — корінних американців - 0,4 % — чорних або афроамериканців - 0,4 % — азіатів - 1,0 % — осіб інших рас |

До двох чи більше рас належало 2,0 %. Частка іспаномовних становила 6,8 % від усіх жителів.
За віковим діапазоном населення розподілялося таким чином: 26,9 % — особи молодші 18 років, 56,4 % — особи у віці 18—64 років, 16,7 % — особи у віці 65 років та старші. Медіана віку мешканця становила 38,0 року. На 100 осіб жіночої статі у місті припадало 89,7 чоловіків;  на 100 жінок у віці від 18 років та старших — 89,4 чоловіків також старших 18 років.
Середній дохід на одне домашнє господарство  становив 55 783 долари США (медіана — 44 005), а середній дохід на одну сім'ю — 71 939 доларів (медіана — 56 938). Медіана доходів становила 40 219 доларів для чоловіків та 29 940 доларів для жінок. За межею бідності перебувало 22,8 % осіб, у тому числі 24,1 % дітей у віці до 18 років та 18,2 % осіб у віці 65 років та старших.
Цивільне працевлаштоване населення становило 1280 осіб. Основні галузі зайнятості: освіта, охорона здоров'я та соціальна допомога — 23,3 %, роздрібна торгівля — 13,8 %, виробництво — 10,9 %, будівництво — 10,0 %.